# 根宝足球基地
根宝足球基地曾是中超足球俱乐部上海东亚2006-2014年的训练生活所在地及其青训基地，位于中華人民共和国上海市崇明区，坐落于崇明东平国家森林公园南首，占地约70亩。基地由中国教练徐根宝于2000年发起组建，并以其命名。

## 发展

### 创建
1999年，时任大连万达主教练的徐根宝因球队战绩不佳而辞职。离任后的徐根宝回到上海，于次年投资约3000万人民币创建了根宝足球基地，基地正式成立于2000年5月16日，6月1日正式奠基动工，2001年10月1日全部竣工。

### 2000年至2005年
2000年7月7日，96名第一批球员来到基地报到，他们来自上海、山东、湖北、安徽等各地，年龄范围由1988年龄段到1991年龄段。2000年，徐根宝应上海某著名啤酒品牌之邀做了个电视广告，在屏幕上他喊出：“我要缔造中国的曼联。”随后“缔造中国曼联”被刻在基地入口的一块灵璧石上，成为根宝足球基地的口号。
2003年1月4日至6日，由基地90年以后出生队员为主体组成上海少年队出访日本，在“第九届丰国杯九州少年足球邀请赛”以六战全胜，力克日韩强敌，获得冠军。2004年1月31日，同样是这批队员代表中国参加的“2004亚足联U-14少年足球锦标赛（东亚赛区）”中又获冠军，首尝洲际比赛冠军滋味。

### 2006年至2014年
2005年12月25日，根宝足球基地和上海东亚（集团）有限公司共同出资成立了上海东亚足球俱乐部，并由徐根宝担任俱乐部主席和总教练，俱乐部球员则由根宝足球基地的球员组成。根宝足球基地以折合股份形式加入东亚足球俱乐部，而东亚集团则为球队征战职业联赛以及日常训练提供必要的资金。
2006年上海东亚首次参加职业联赛，以根宝足球基地为主场，并在当年的中国足球乙级联赛取得南区第七名。同年，根宝足球基地召入一批1993-1994年龄段的学员，纳入东亚俱乐部的梯队。
2007年，上海东亚在当年中乙联赛夺冠。升入中甲联赛后，球队将联赛主场迁出根宝足球基地，但仍将其作为球队训练和生活基地。2012年，上海东亚夺得中甲联赛冠军，升入中超联赛。
目前除了以89-90和93-94年龄段基地学员为主的俱乐部一线队外，基地内还拥有97-98年龄段，99-00年龄段和01-02年龄段的三支梯队。

### 2015年至今
2014年11月18日下午15:00，上港集团举行上海上港集团足球俱乐部成立仪式，仪式上，上港集团宣布全资收购上海东亚足球俱乐部，上港集团方面向徐根宝颁发了聘书，聘请徐根宝为俱乐部总顾问。这次收购包含上港队的一线队、预备队和U-17梯队（97/98年龄段）的所有球员，但不包括U-15梯队（99/00年龄段）。
上海崇明根宝足球俱乐部成立签约仪式，于2017年11月16日下午6时在上海锦江小礼堂举行，从低级别联赛起步，争取用5年左右的时间，冲上中甲联赛。在2018年元旦前后，一位热爱上海足球事业的老领导，在老朋友的饭局上建议徐根宝，“根宝您年纪大了，就不要带队打职业联赛了，真的很辛苦，也没这个资金实力。可以考虑把球队输送给申花等俱乐部，培养输送还可以持续发展下去。”2018年3月31日，根宝足球基地1999-2000年龄段梯队整体转让给上海绿地申花足球俱乐部。由于上海上港集团足球俱乐部拥有优先选择权，徐根宝首先询问了上海上港集团足球俱乐部的意愿，上港表达了愿意启用“优先选择权”的想法。有关职能部门对于转让的态度也比较明确：首先，是市场行为。其次，要提升上海足球整体水平，平衡发展，共同为上海足球争取荣誉。虽然几个重点球员的意向是加盟申花，但也有一些球员希望去上港，徐根宝本人的意愿，则是整体收购。上港考虑不能再为难徐根宝，於是根宝足球基地1999-2000年龄段梯队顺利整体加盟申花。
在2020年年初，根宝足球基地的"一线队伍"为2002至2004年龄段球员，根据上海全运战略需要，根宝解散一线队，放弃了参加当年度全国城市联赛（丙级联赛）的资格，分散归入由申花和海港主持的全运会两个年龄组别队伍，其中廖重九、张慧宇等主力球员与海港俱乐部签约注册。另一个产生重大变化的，是基地06年龄段球队的属性，原来，国家体育总局之前通过上海市体育局，直接支持徐根宝打造国家级精英青训基地，拨出专款来培养这个年龄段队伍，从全国各地招入优秀的人才，志在打造国字号梯队级别的青少年队伍。正是依靠这一扶持，根宝在2020年年初（疫情暴发之前），率全队赴法国海外领地留尼汪岛及毛里求斯等地拉练，根宝亲力亲为下，球员进步飞速，表现出色，包括在当地新年友谊赛中战胜了利物浦毛里求斯足校的同龄精英队，大振当地华人的士气。此外，根宝还从完善队伍建设，实现总局培养目标出发，邀请留尼汪青训总监克劳德·路易斯担任06年龄段球队的青训总监，同时聘请自己的爱徒范志毅出任技术总监。谁知随着疫情的影响，以及总局的整体预算调整，这一合作计划被中断了，根宝失去了相关的资助，也就无法再聘请外教团队。所幸就在这时，通过与张敏、成耀东等交流和沟通，决定崇明基地和海港合作打造06年龄段梯队，并作为海港梯队建设的重点之一。

## 设施
根宝足球基地占地面积70余亩，基地拥有三个半标准足球场，一个由德国进口的人工草皮铺设的室内足球场，及占地7000平方米的足球宾馆，内有经济房、标准房及豪华套房。有可容纳100多位贵宾的高规格多功能宴会厅，120平方米的设施功能完善齐备的会议室，豪华典雅的大堂咖啡座，还有卡拉OK、舞厅、棋牌室、乒乓室、桌球室等休闲娱乐场所。根宝足球基地被上海市旅游局列为上海市观光景点。